# Compsophorus
Compsophorus is een geslacht van insecten uit de orde vliesvleugeligen (Hymenoptera) en de familie Ichneumonidae.

## Soorten
- C. amboimensis (Heinrich, 1967)
- C. androplites (Heinrich, 1967)
- C. apicalis (Morley, 1915)
- C. atrifossa (Townes, Townes & Gupta, 1961)
- C. bilobatus (Heinrich, 1967)
- C. caelatus (Tosquinet, 1896)
- C. caeruleus (Cameron, 1901)
- C. carinifer (Morley, 1919)
- C. celebensis Heinrich, 1934
- C. coeruleiventris (Heinrich, 1938)
- C. corrugatus (Tosquinet, 1896)
- C. crassidentatus (Heinrich, 1938)
- C. crassispina (Cameron, 1901)
- C. cyaneus (Uchida, 1927)
- C. dimidiatus (Morley, 1915)
- C. effigialis (Heinrich, 1975)
- C. etchelsii (Heinrich, 1975)
- C. eucoeleus (Morley, 1915)
- C. flavivertex (Heinrich, 1967)
- C. flavobalteatus (Cameron, 1906)
- C. fumosops (Heinrich, 1967)
- C. fumosus (Morley, 1915)
- C. gracilis (Heinrich, 1975)
- C. grandis (Heinrich, 1967)
- C. hildegardae (Heinrich, 1967)
- C. holerythros (Heinrich, 1967)
- C. holerythrus (Heinrich, 1968)
- C. ileantapes (Heinrich, 1975)
- C. instriatus (Heinrich, 1967)
- C. insuetus (Tosquinet, 1896)
- C. kurarensis (Uchida, 1929)
- C. leucozona (Cameron, 1903)
- C. lundae (Heinrich, 1967)
- C. maculiceps (Cameron, 1903)
- C. madagassus (Heinrich, 1938)
- C. malayanus (Heinrich, 1975)
- C. metallicus (Szepligeti, 1908)
- C. micans (Tosquinet, 1903)
- C. minimus (Heinrich, 1967)
- C. minor (Heinrich, 1934)
- C. mirandus Saussure, 1892
- C. nigricoxatus (Morley, 1915)
- C. nigripes Heinrich, 1934
- C. orientalis (Heinrich, 1975)
- C. parvidens (Heinrich, 1975)
- C. pictus (Heinrich, 1934)
- C. pilosus (Cameron, 1906)
- C. rubricatus (Morley, 1915)
- C. rufopetiolatus (Cameron, 1902)
- C. rufus (Szepligeti, 1908)
- C. rugicollis (Heinrich, 1967)
- C. seyrigi Heinrich, 1938
- C. striatifrons (Morley, 1919)
- C. stuckenbergi (Heinrich, 1967)
- C. thoracicus (Morley, 1917)
- C. triangulifer (Morley, 1919)
- C. tricolor (Uchida, 1925)
- C. variabilis (Morley, 1915)
- C. verecundus (Tosquinet, 1896)
- C. vietnamensis (Riedel, 2011)
- C. viridescens (Heinrich, 1967)